# 시마즈 다다나리

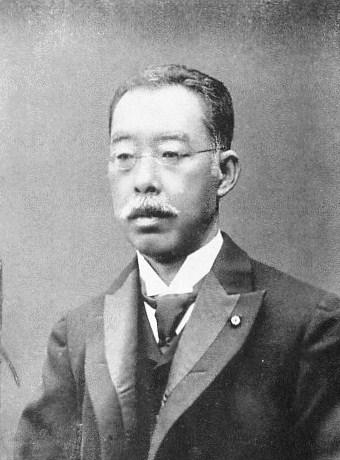
시마즈 다다나리 공작

시마즈 다다나리(島津忠済)는 일본 제국의 화족이다. 시마즈 히사미쓰 공작의 7남으로 태어났다. 고마쓰 데루히사 후작의 장인.
| 전임 시마즈 히사미쓰 | 제2대 다마자토 시마즈가 당주 1888년 ~ 1915년 | 후임 시마즈 다다쓰구 |